# Lubliniec
Lubliniec (udtale: [lubˈliɲɛt͡s], tysk: Lublinitz) er en by i den nordvestlige del af voivodskabet Schlesien i det sydlige Polen. Byen har 23.427(2023) indbyggere og et areal på 		89,8 km², og er administrationsby powiatet Lubliniec.

## Geografi
Lubliniec ligger i den nordlige del af den historiske region Øvre Schlesien ved kanten af Øvre Schlesiske Industriregion, omkring 60 km nordvest for Katowice. Det er et vigtigt jernbaneknudepunkt med to store linjer, der krydser der – øst-vest (fra Częstochowa til Opole) og syd–nord (fra Katowice til Poznań) – og et sted med letindustri og kemisk industri. Det omkringliggende område er præget af store skove, herunder Lasy nad Górna Liswarta Landskabspark nordøst for byen.

## Historie
Lubliniec blev etableret omkring 1270 af Piast hertug Vladislaus af Opole på vejen, der fører fra hans bopæl Opole til Kraków. Det var en del af Hertugdømmet Opole inden for det fragmenterede Piast-styrede Polen. Ifølge gammel folketradition kommer navnet fra den polske sætning lubi mi się tu kościół i miasto budować, som refererer til opførelsen af kirken og byen af hertug Władysław. I polske dokumenter fra middelalderen optrådte byen under navnene Lubie, Lublin og Lubin, og derefter omdannet til Lubliniec, som nævnt af det 15. århundredes polske krønikeskriver Jan Długosz. Under navnet Lubliniec blev det nævnt i et polsk digt fra 1612 Officina ferraria, abo huta y warstat z kuźniami szlachetnego dzieła żelaznego af barokdigter Walenty Roździeński (pl). Ved overgangen til det 13. til det 14. århundrede havde den opnået status som en by i henhold til Magdeburg rettigheder af Władysławs søn og efterfølger hertug Bolko 1. Han havde været en af de første Schlesiske hertuger, der blev Bøhmisk vasal i 1289, men det forblev under den lokale del af det polske Piast-dynasti indtil 1532. Piast-hertugerne rejste et slot i Lubliniec. Hertug Jan 2. den Gode gav borgerne mange privilegier, herunder brygning og markedsrettigheder samt tilladelse til at danne laug.